# Stephen-Buschratte
Die Stephen-Buschratte (Neotoma stephensi) ist ein Nagetier in der Gattung der Amerikanischen Buschratten, das im Südwesten der USA vorkommt.

## Merkmale
Die Art erreicht eine Gesamtlänge von 274 bis 312 mm, wobei die Schwanzlänge 115 bis 149 mm beträgt. Das Gewicht variiert zwischen 117 und 180 g. Männchen sind allgemein größer als Weibchen. Auf der anderen Seite besitzen Weibchen längere Kiefer als Männchen. Das Fell der Stephen-Buschratte ist oberseits gelbbraun, während die Unterseite eine cremefarbene Tönung aufweist, oft mit einer rosa Schattierung. Die Oberseite der Füße ist mit weißem Fell bedeckt. Der leicht buschige Schwanz hat oberseits eine hellbraune oder eine helle graubraune Farbe sowie eine noch hellere Unterseite. Als Anpassung an die Farbe des Bodens ist die westliche Population dunkler gefärbt.

## Verbreitung
Das Verbreitungsgebiet der Stephen-Buschratte liegt überwiegend in den US-amerikanischen Bundesstaaten Arizona und New Mexico. Die Art kommt weiterhin in angrenzenden Bereichen von Utah und möglicherweise Colorado vor. Sie lebt in Wäldern oder in Baumgruppen mit Pinyon-Kiefern sowie mit Wacholder. Gelegentlich können im Habitat Gelb-Kiefern (Pinus ponderosa) und Kakteen angetroffen werden.

## Lebensweise
Die Stephen-Buschratte baut wie viele andere Gattungsmitglieder ein Nest aus Ästen, Zweigen und anderen aufgefundenen Gegenständen. Als Grundlage dient meist ein Felsen oder ein Baum. Die Art ernährt sich vorwiegend von Nadeln und Samen des Wacholderstrauchs. Dabei hat sie eine gewisse Resistenz gegenüber giftigen Stoffen, wie Tannine, aufgebaut. Die Individuen lernen meist, welche Pflanzen weniger Abwehrstoffe enthalten. Weiterhin gehören Samen von Meerträubelgewächsen (Ephedraceae) zur Nahrung. Diese werden oft im Nest zu einem Vorrat angehäuft.
Diese Buschratte ist nachtaktiv und sie hält keinen Winterschlaf. Bei den meisten Weibchen kommt zwischen März und Mai ein Wurf mit bis zu fünf Jungtieren vor. Vermutlich sind im Laufe der warmen Monate noch bis zwei weitere Würfe möglich. Die bei Geburt blinden Jungtiere öffnen ihre Augen nach etwa zwei Wochen. Sie beginnen nach 10 bis 24 Tagen mit fester Nahrung, doch sie erhalten meist bis zum 35. Tag Muttermilch. Diese Daten stammen von Labortieren. Weibchen erreichen die Geschlechtsreife nach 9 bis 10 Monaten. Meist ist das Fortpflanzungsvermögen eines Weibchens auf ein Jahr begrenzt.

## Status
Für die Art liegen keine nennenswerten Bedrohungen vor. Die Stephen-Buschratte wird von der IUCN als nicht gefährdet (Least Concern) gelistet.